# Paradise Valley (Alberta)
Paradise Valley es un pueblo canadiense situado en la provincia de Alberta.

## Superficie
Paradise Valley tiene una superficie de 0,63 km².

## Demografía
En 2021, tenía 153 habitantes, una densidad poblacional de 243,6 hab./km², y 75 viviendas.